# Премия «Индепендент» за переводную прозу
Премия Индепендент за переводную прозу (англ. Independent Foreign Fiction Prize) – ежегодная премия за изданный в истекшем году перевод на английский язык романа или сборника новелл действующего автора, которая была учреждена ежедневной британской газетой Индепендент в 1990 году.
Премией награждается автор книги и её переводчик – каждый из них получает 5 тысяч фунтов и полуторалитровую бутылку шампанского (магнум) от винодельческого дома Taittinger.
В 1996-2001 не присуждалась. Была возрождена в 2001 при финансовой поддержке независимого общественного фонда Arts Council England.

## Лауреаты и короткий список номинантов

### 1990
- Орхан Памук, Белая крепость (с турецкого, Victoria Holbrook)

### 1991
- Милан Кундера, Бессмертие (с чешского, Peter Kussi)

### 1992
- Симон Лейс (Бельгия), The Death Of Napoleon (с французского, Patricia Clancy)

### 1993
- Жозе Сарамаго Год смерти Рикардо Рейша (с португальского, Giovanni Pontiero)

### 1994
- Bao Ninh, The Sorrow of War (с вьетнамского, Phanh Thanh Hao)

### 1995
- Gert Hofmann, The Film Explainer (с немецкого, Michael Hofmann)

### 2002
- В. Г. Зебальд, Аустерлиц (с немецкого, Anthea Bell; посмертно)

### 2003
- Пер Улов Энквист, Визит лейб-медика (со шведского, Tiina Nunnally) (здесь и ниже с отступом приведен "короткий список")
  - Фредерик Бегбедер, £9.99 (с французского, Adriana Hunter)
  - Peter Stephan Jungk, The Snowflake Constant (с немецкого, Michael Hofmann)
  - Марио Варгас Льоса, Праздник Козла (с испанского, Edith Grossman)
  - Жозе Сарамаго, The Cave (с португальского, Margaret Jull Costa)
  - Хосе Карлос Сомоса, The Athenian Murders (с испанского, Sonia Soto)

### 2004
- Хавьер Серкас, Солдаты Саламина (с испанского, Anne McLean)
  - Хуан Марсе, Lizard Tails   (с испанского, Nick Caistor)
  - Elke Schmitter, Mrs Sartoris   (с немецкого, Carol Brown Janeway)
  - Рикардо Пилья, Сгоревшие деньги (с испанского, Amanda Hopkinson)
  - Luther Blissett, Q (с итальянского, Shaun Whiteside)
  - Mahi Binebine (Марокко), Welcome to Paradise (с французского Lulu Norman)

### 2005
- Фредерик Бегбедер, Windows on the World (с французского, Frank Wynne)
  - Шику Буарки, Будапешт (с португальского, Alison Entrekin)
  - Ирина Денежкина, Дай мне (с русского,  Andrew Bromfield)
  - Го Сяолу, Village of Stone (с китайского, Cindy Carter)
  - Орхан Памук, Снег  (с турецкого, Maureen Freely)
  - Элиф Шафак, The Flea Palace (с турецкого, Muge Gocek)

### 2006
- Пер Петтерсон, Пора уводить коней (с норвежского, Anne Born)
  - Павел Хюлле, Мерседес-Бенц (с польского,  Antonia Lloyd-Jones)
  - Тахар Бенжеллун, This Blinding Absence of Light (с французского, Linda Coverdale)
  - Имре Кертес, Без судьбы (с венгерского, Tim Wilkinson)
  - Магда Сабо, Дверь (с венгерского, Len Rix)
  - Дубравка Угрешич, Министерство скорби (с хорватского, Michael Henry Heim)

### 2007
- Жузе Эдуарду Агуалуза (Ангола), The Book of Chameleons (с португальского, Daniel Hahn)
  - Пер Улов Энквист, История Бланш и Мари (со шведского,  Tiina Nunnally)
  - Vangelis Hatziyannidis, Four Walls (с греческого, Anne-Marie Stanton-Ife)
  - Хавьер Мариас, Your Face Tomorrow, 2: Dance and Dream (с испанского, Margaret Jull Costa)
  - Eva Menasse (Австрия), Vienna (с немецкого,  Anthea Bell)
  - Dag Solstad, Shyness and Dignity (с норвежского,  Sverre Lyngstad)

### 2008
- Пауль Верхаген (Бельгия), Omega Minor (с фламандского, перевод автора)
  - Павел Хюлле, Касторп (с польского, Antonia Lloyd Jones)
  - Даниэль Кельман, Измеряя мир (с немецкого, Carol Brown Janeway)
  - Bengt Ohlsson, Gregorius (со шведского, Silvester Mazzarella)
  - Ларс Соби Кристенсен, The Model (с норвежского, Don Barlett)
  - Марлин ван Никерк, Путь женщин (с африкаанс, Michiel Heyns)

### 2009
- Evelio Rosero (Колумбия), The Armies (с испанского, Anne McLean)
  - Селин Кюриоль, Voice Over (с французского, Sam Richard)
  - Ма Цзянь, Beijing Coma (с китайского, Flora Drew)
  - Исмаил Кадаре, The Siege (с албанского, David Bellos)
  - Хуан Габриэль Васкес, The Informers (с испанского, Anne McLean)
  - Авраам Б. Иегошуа, Friendly Fire (с иврита, Stuart Schoffman)

### 2010
- Philippe Claudel, Brodeck’s Report (с французского,  John Cullen)
  - Юлия Франк, The Blindness of the Heart (с немецкого, Anthea Bell)
  - Pietro Grossi, Fists (с итальянского, Howard Curtis)
  - Ален Мабанку (Республика Конго), Broken Glass (с французского, Helen Stevenson)
  - Sankar, Chowringhee (с бенгали, Arunava Sinha)
  - Рафик Шами, The Dark Side of Love (с немецкого, Anthea Bell)

### 2011
- Сантьяго Ронкальоло, Кровавый апрель (с испанского, Edith Grossmann)
  - Марсело Фигерас, Камчатка (с испанского, Frank Wynne)
  - Альберто Баррера Тышка (Венесуэла), The Sickness (с испанского, Margaret Jull Costa)
  - Jenny Erpenbeck, Visitation  (с немецкого, Susan Bernofsky)
  - Орхан Памук, Музей невинности  (с турецкого, Maureen Freely)
  - Пер Петтерсон,  Я проклинаю реку времени (с норвежского, Charlotte Barslund и автор)

### 2012
- Аарон Аппельфельд, Blooms of Darkness (с иврита, Jeffrey Green)
  - Юдит Герман, Alice (с немецкого, Margot Bettauer Dembo)
  - Yan Lianke, Dream of Ding Village (с китайского, Cindy Carter)
  - Сьон Сигурдссон, From the Mouth of the Whale (с исландского, Victoria Cribb)
  - Диего Марани, Новая грамматика финского языка (с итальянского, Judith Landry)
  - Умберто Эко, Пражское кладбище (с итальянского, Richard Dixon)

### 2013
- Гербранд Баккер, The Detour (с голландского, David Colmer)
  - Крис Барнард, Bundu (с африкаанс, Michiel Heyns)
  - Даша Дрндич, Trieste (с хорватского, Ellen Elias-Bursac)
  - Исмаил Кадаре: The Fall of the Stone City (с албанского, John Hodgson)
  - Андрес Неуман: Traveller of the Century (с испанского, Nick Caistor & Lorenza Garcia)
  - Энрике Вила-Матас: Dublinesque (с испанского, Rosalind Harvey & Anne McLean)

### 2014
- Хасан Бласим, The Iraqi Christ  (с арабского, Jonathan Wright)
  - Karl Ove Knausgaard, A Man in Love (с норвежского, Don Bartlett)
  - Hiromi Kawakami, Strange Weather in Tokyo (с японского, Allison Markin Powell)
  - Hubert Mingarelli, A Meal in Winter (с французского, Sam Taylor)
  - Yoko Ogawa, Revenge (с японского, Stephen Snyder)
  - Birgit Vanderbeke, The Mussel Feast (с немецкого, Jamie Bulloch) - специальное упоминание жюри

### 2015
- Дженни Эрпенбек, The End of Days (с немецкого, Susan Bernofsky)[1]
  - Juan Tomás Ávila Laurel, By Night the Mountain Burns (с испанского,  Jethro Soutar)[2]
  - Харуки Мураками, Бесцветный Цкуру Тадзаки и годы его странствий (с японского,  Philip Gabriel)
  - Даниэль Кельман, Ф (с немецкого, Carol Brown Janeway)
  - Tomás González, In the Beginning Was the Sea (с испанского,  Frank Wynne)
  - Erwin Mortier, While the Gods Were Sleeping (с голландского, Paul Vincent)